# Bembidiomorphum
Bembidiomorphum es un género de coleópteros adéfagos de la familia Carabidae. 

## Especies
- Bembidiomorphum convexum
- Bembidiomorphum silvicola